# Tal Mallouhi
Tal el Mallouhi (ou Tal al-Mallohi, en arabe طل الملوحي), née le 4 novembre 1991 à Homs, est une étudiante et blogueuse syrienne qui a été arrêtée le 27 décembre 2009 à la suite d’une convocation par les services de la Sûreté de l’État à Damas et est ensuite détenue au secret en dehors de toute procédure légale. Elle est libérée à la suite de la prise de la prison d'Adra par la rébellion syrienne dans la nuit du 7 au 8 décembre 2024.

## Blogs et contexte
Adolescente, Tal Mallouhi possède trois blogs, dans lesquels elle parle de son pays avec amour, de la Palestine et du monde arabe en général. Elle n’hésite pas à émettre son avis en critiquant parfois la politique ; elle diffuse également ses poèmes.
Tal a 15 ans, quand elle est interpellée pour la première fois et soumise à des interrogatoires par la Sureté en 2006, à la suite d'un appel qu'elle avait lancé sur son blogue à l'adresse du président syrien Bachar el-Assad pour lui demander d'appliquer les réformes promises et lutter contre la corruption. De 2006 à son arrestation en 2009, elle est constamment surveillée par les services de renseignement.

## Arrestation
Tal al-Mallouhi est convoquée le 27 décembre 2009 et « interrogée » par les services secrets syriens de la sûreté de l’État, branche 279,. Deux jours plus tard, les agents de ce service perquisitionnent le domicile de sa famille à Homs, à environ 160 kilomètres de la capitale, et saisissent son ordinateur, des CD, des carnets et un téléphone portable. Ils déclarent seulement vouloir l’interroger à propos de certains articles qu’elle a écrit.
Aucune charge n’est officiellement retenue contre elle, et le lieu de sa détention est inconnu, même de sa famille, qui ne cesse pourtant de demander aux autorités, jusqu’au président Bachar el-Assad, où elle se trouve,. La famille al-Mallouhi est en effet connue en Syrie et a des connexions : son grand-père, Mohammad Dia al-Mallouhi, a été ministre sous Hafez el-Assad.
Le 30 septembre 2010, la famille de Tal est autorisée à lui rendre visite, à la prison de Douma, au nord de Damas.
Depuis, les proches de Tal al-Mallouhi n'ont obtenu que de vagues informations sur son état de santé et ne connaissent pas les motifs de sa détention, Tal al-Mallouhi n'appartenant, selon eux, à aucun mouvement politique. Selon sa famille, la détention de la jeune femme pourrait être liée à des poèmes et des articles publiés sur son blog, certains de ses écrits contenant des références aux restrictions de la liberté d'expression en Syrie.
Amnesty International craint que la jeune femme ne soit une prisonnière d’opinion, détenue uniquement pour avoir exercé pacifiquement son droit à la liberté d’expression. Elle risque fortement de subir des actes de torture et d’autres formes de mauvais traitements.
De nombreuses personnes ont été et sont emprisonnées en Syrie en raison de leurs publications sur Internet et d'activités liées à celles-ci.

## Condamnation et ordre de libération
Le 14 février 2011, la Cour de sûreté de l'État de Damas accuse Tal Mallouhi d'espionnage et la déclare coupable de « divulgation d'informations à un État étranger » et la condamne à cinq ans de prison.  Elle est accusée d'informer à travers son blog, qui ne contient pourtant pas d'informations autres que celles qu'une adolescente peut connaître.
Les associations de défense des droits humains ne croient pas en ces accusation. Human Rights Watch, décrit sa détention comme « typique du comportement cruel et arbitraire des services de sécurité syriens ».
Le 24 octobre 2013, la Cour de sûreté de l’État a ordonne la libération de Mallouhi, emprisonnée depuis près de 4 ans. 
Malgré cette ordonnance de libération et l'expiration de sa peine, elle n'est pas libérée et est toujours détenue au secret par les autorités syriennes,.

## Libération
Lors de la capture de la prison d'Adra, dans la nuit du 7 au 8 décembre 2024, Tal Mallouhi est libérée après 15 ans d'internement.